# Calder (West Yorkshire)
Il Calder è un fiume inglese, affluente in destra orografica dell'Aire, che scorre all'interno del West Yorkshire.

## Percorso
Nasce nella catena collinare dell'Heald Moor, a nord-ovest della cittadina di Todmorden, nell'ovest del West Yorkshire. Scorre quindi verso est attraversando i villaggi di Todmorden, Hebden Bridge, Mytholmroyd e Sowerby Bridge, dove riceve in destra orografica il Ryburn. In questo punto il Calder entra in un'area densamente urbanizzata e popolata. Dopo aver lambito la periferia meridionale di Halifax, il fiume continua il suo percorso verso est bagnando Elland, Brighouse, dove interseca l'autostrada M62 e l'estrema periferia nord di Huddersfield, dove riceve in destra il Colne. In seguito attraversa Mirfield e Dewsbury e poi interseca l'autostrada M1. Raggiunta Wakefield forma un'ansa e vira verso nord-est intersecando nuovamente l'autostrada M62. Successivamente il Calder lambisce la periferia della cittadina di Castleford, dove sfocia in destra orografica nell'Aire.